# (1789) Dobrovolski
Pour les articles homonymes, voir Dobrovolski.
(1789) Dobrovolski (désignation internationale (1789) Dobrovolsky) est un astéroïde baptisé en hommage à Gueorgui Dobrovolski (1928-1971), cosmonaute soviétique décédé accidentellement lors de la dépressurisation brutale de la capsule Soyouz 11.